# 劳埃德·莫里塞特

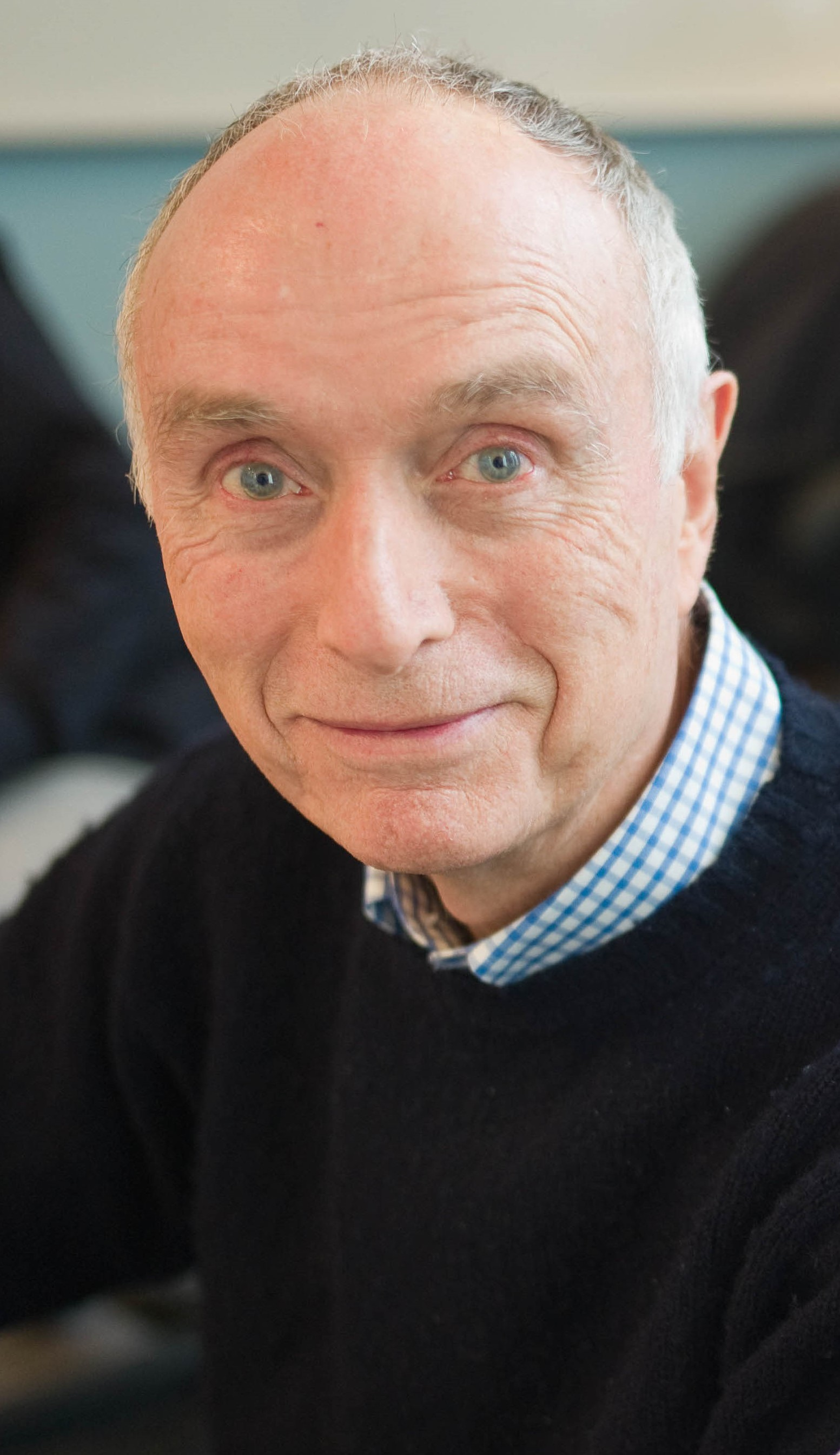
劳埃德·莫里塞特

劳埃德·莫里塞特（1929年11月2日-2023年1月15日）是一位美国实验心理学家，他曾在奥伯林学院，並獲得耶鲁大学实验心理学博士学位。他也是芝麻街工作室的创始人之一。2019，他獲得肯尼迪中心荣誉奖。